# Herten (Nederland)
Herten (Limburgs: Herte) is een plaats en een voormalige zelfstandige gemeente, die op 1 januari 1991 bij de gemeente Roermond werd gevoegd. Het telde op 1 januari 2023 8.200 inwoners.
Herten vormt samen met de plaatsen Swalmen, Boukoul, Asenray, Leeuwen, Maasniel, Ool en Roermond de gemeente Roermond.

## Geschiedenis
In de voorchristelijke tijden lag ten zuidoosten van Herten een Donderberg.
Herten werd voor het eerst schriftelijk vermeld in 968. Later hoorde Herten, samen met Merum, tot de heerlijkheid Dalenbroek. Deze grote heerlijkheid werd omstreeks 1472 opgesplitst, waarbij het grootste deel aan het Hertogdom Gulik kwam, doch Herten (en Maasniel) min of meer zelfstandig als Dalenbroek verdergingen. Vanaf 1464 was Godard van Vlodrop heer over Herten. Herten hoorde bij het Overkwartier of Opper-Gelre en was dus achtereenvolgens Spaans en -na 1716- Oostenrijks. In de Franse tijd hoorde het bij het departement van de Nedermaas.
In 1853 vestigden de Paters Passionisten uit Ere, Henegouwen, zich in Nederland, en wel te Herten. Reeds kort daarna (1873) verhuisden zij naar een klooster te Kortrijk.
In 1922 kwam de tramlijn Roermond - Sittard gereed en bij de Holleweg kwam de tramhalte Herten-Merum met wisselplaats. Hier stopte vijf trams in beide richtingen per dag en een rit naar station Roermond duurde twaalf minuten. In 1937 werd de tramlijn opgebroken en nam busvervoer het reizigersverkeer over.
Herten werd zwaar getroffen tijdens de laatste maanden van de Tweede Wereldoorlog. Later zorgde de grindwinning voor het ontstaan van grote plassen, met name de Oolderplas. De buurtschap Ool kwam daarbij op een schiereiland te liggen. Ondertussen ontwikkelde Herten zich meer en meer tot een forensendorp van Roermond.

## Bezienswaardigheden
- De Sint-Michaëlskerk van 1953.
- Voormalig raadhuis, Schoolstraat 8, van 1851, met voorgevel van 1905.
- Voormalig raadhuis, Julianaplein 9, van 1958-1959, door J.P.J. Margry
- Waterpompstation, Roermondsestraat 18, van 1896, Rijksmonument
- Mariakapel aan hoek Veestraat/Tramweg, niskapel van omstreeks 1946, gebouwd ter dank voor het einde van de oorlog
- Sint-Jacobuskapel, nabij Hertenerweg 5, van 2008, sierlijk wegkapelletje, langs de Pelgrimsroute naar Santiago de Compostella, bevat Jacobusbeeldje met achtergrondschildering
- Sint-Annaput
- Radio- en televisietoren Roermond, van 1957; 157 meter hoog

## Geboren in Herten
- Jacques Thönissen (1939-2023), schrijver
- Ger Biermans (1954), politicus
- Marco Bogers (1974), voetbalbestuurder
- Levi Smans (2003), voetballer

## Natuur en landschap
Herten ligt aan de Maas, op een hoogte van ongeveer 20 meter. Naar het oosten toe is Herten vrijwel vastgebouwd aan de Roermondse wijk Roer-Zuid. In het westen vindt men Ool en de Oolderplas. In het noorden ligt de Maas en een daarmee in verbinding staande jachthaven. In het zuiden ligt Merum.

## Voorzieningen
Verder zijn in Herten twee basisscholen (een katholieke basisschool Hubertus en de openbare basisschool De Stapsteen), een supermarkt, winkeltjes (waaronder een bakker en een slager), een sporthal, een kleine bank en enkele jachthavens te vinden. Voetbalclub SHH huist eveneens in Herten.

## Oolderveste
Nabij Herten is de woonwijk Oolderveste aangelegd. Oolderveste bestaat uit 875 woningen die in een periode tot 2010 werden gebouwd. De wijk is verdeeld in vier gebieden: Het Ommeland, De Veste, Bos en Lommer en Wonen aan het water.

## Nabijgelegen kernen
Merum, Roermond, Ool, Linne, Swalmen
Stad: Roermond

Dorpen: Asenray · Asselt · Boukoul · Herten · Leeuwen · Maasniel · Merum · Ool · Swalmen

Gehuchten: Aan de Rijksweg · Einde · Hatenboer · Maalbroek · Spik · De Weerd · Wieler

Woonwijken: Donderberg · Gulker Weijde · Hammerveld West · Heide · Hoogvonderen · Kapel in 't Zand · De Kemp · Kitskensberg · Oolderveste · Roer-Zuid · Roermondse Veld · Roerzicht · Schöndeln · Sterrenberg · Tegelarijeveld · Thuserhof · Voorstad · Vrijveld · De Wijher

Limburg: Steden en dorpen      Nederland: Provincies · Gemeenten